# チサゲンレクロイセル
チサゲンレクロイセルまたはチサゲンレクルユーセル（Tisagenlecleucel, 開発コード CTL019、商品名 キムリア（Kymriah））は、B細胞性急性リンパ芽球性白血病（B-ALL）の治療薬である。

## 概説
がんの治療（養子細胞移植（adoptive cell transfer，ACT））のために患者自身のT細胞を使用する。
がん患者からT細胞を取り出し、T細胞受容体とがん細胞上のタンパク質に特異的な抗体の両方に由来する成分を有する、特異的キメラ細胞表面受容体を作製し、患者の体内に戻す。 T細胞はB細胞で一般的なCD19と呼ばれるタンパク質を標的とするように設計されている。 キメラT細胞受容体（CAR-T）はT細胞の表面に発現している。
ペンシルバニア大学で最初に発明され、開発された。ノバルティスが開発を完了し、アメリカ食品医薬品局（FDA）の承認を得て、治療薬を販売している。2017年8月、アメリカ合衆国で遺伝子治療過程を含む最初のFDA承認治療となった。
治療は1回の投与のみで終わるが、その費用は47万5,000 USドル（約5,000万円）となる。ノバルティスによると、これは一部の骨髄移植（50 - 80万ドル）より安価であり、治療効果が表れなかった患者は費用を請求されない。ただし、これは効き目に応じて患者が費用を負担する『成功報酬型薬価制度』があるアメリカ合衆国に限った話で、日本では効果に関わらず患者が費用を負担することになる。このこともあって、日本での薬価はアメリカ合衆国より安い3,349万円に設定された。2021年7月からは薬価を3,264万円にすると報道された。

## 歴史
この治療法はペンシルバニア大学のカール・H・ジューン (Carl H. June) が率いるグループによって開発され、ノバルティス社にライセンスされている。
2017年4月、米国FDAは、CTL019を再発または難治性びまん性大細胞型B細胞性リンパ腫の治療薬として画期的治療薬（Breakthrough Therapy）に指定した。
2017年7月、FDAの諮問委員会は、既存の治療法に対して難治性、または再発したB細胞性急性リンパ芽球性白血病患者への適応を承認することを全会一致で勧告した。
2017年8月、FDAは急性リンパ芽球性白血病患者についても適応を承認した。 ノバルティスによれば、適応追加にあたって起こり得る副作用に適切に対応するため、訓練を受けたスタッフを擁する特定の医療センターで治療が行われる。
2018年5月、FDAは、JULIETフェーズII試験の結果に基づいて、成人の再発または難治性びまん性大細胞型B細胞性リンパ腫（DLBCL）について適応を承認した。
イギリスの国民保健サービス(NHS)は、造血幹細胞移植を含む初期治療が奏功しなかったALLの小児への適応を認める見込みで、15-20人の子供に適用されると予想されている。成人のびまん性大細胞型B細胞性リンパ腫（DLBCL）への適応が認可されているが、2018年9月現在現在、NHSが保険適応とするかどうかは決まっていない。
再発・寛解型B細胞急性リンパ芽球性白血病に対する、第2相臨床試験を実施中。よく見られる副作用はサイトカイン放出症候群（CRS）である。

## 製造
治療は22日間のプロセスで、それぞれの患者に合わせてカスタマイズされる。患者から採取された血液からT細胞を抽出し、ウイルスベクターを用いて、白血病細胞を標的とするキメラ抗原受容体（CAR）をコードする遺伝子をT細胞のゲノムに挿入する。応答を改善するため、そのCARに4-1BB共刺激ドメインを使用している。

## 参考書籍
- BLA 125646 Tisagenlecleucel - Novartis Briefing document to FDA ODAC